# IC 4003
IC 4003 је спирална галаксија у сазвјежђу Ловачки пси која се налази на листи објеката дубоког неба у Индекс каталогу.
Деклинација објекта је + 38° 48' 58" а ректасцензија 12h 59m 39,3s. Привидна величина (магнитуда) објекта IC 4003 износи 14,4 а фотографска магнитуда 15,2. IC 4003 је још познат и под ознакама MCG 7-27-10, CGCG 217-5, NPM1G +39.0307, PGC 44619.